# Saint-Rhémy-en-Bosses
Saint-Rhémy-en-Bosses es un municipio italiano situado en Valle de Aosta. Tiene una población estimada, a fines de abril de  2024, de 337 habitantes.

## Evolución demográfica
| Gráfica de evolución demográfica de Saint-Rhémy-en-Bosses entre 1861 y 2024 |
|                                                                             |
| Fuente: ISTAT - Elaboración gráfica de Wikipedia                            |